# Bipassalozetes microsculptratus
Bipassalozetes microsculptratus är en kvalsterart som beskrevs av Bayartogtokh och Aoki 1997. Bipassalozetes microsculptratus ingår i släktet Bipassalozetes och familjen Passalozetidae. Inga underarter finns listade.